# Thomas Dietz
Pour les articles homonymes, voir Dietz.
Thomas Dietz est un jongleur allemand venant de Ratisbonne. Il est né le 19 mai 1982.
Il est reconnu comme l’un des meilleurs jongleurs techniques au monde.